# Ronald M. Bozman
Ronald M. Bozman est un producteur de cinéma américain né à Dallas (Texas).

## Biographie
Après des études à l'Université Rice, il sera successivement directeur de production, faisant ses débuts sur Massacre à la tronçonneuse, puis assistant réalisateur, puis producteur, notamment sur Le Silence des agneaux pour lequel il reçoit l'Oscar du meilleur film.
Après avoir été professeur adjoint à la School of Visual Arts à New York, et maître de conférences à l'Université Columbia, il enseigne la production de cinéma à l'Université de New York.

## Filmographie

### Comme producteur
- 1986 : Dangereuse sous tous rapports de Jonathan Demme
- 1988 : Veuve mais pas trop de Jonathan Demme
- 1990 : Le Flic de Miami de George Armitage
- 1990 : Waiting for the Light de Christopher Monger
- 1991 : Le Silence des agneaux de Jonathan Demme
- 1993 : Philadelphia de Jonathan Demme
- 1994 : Tel est pris qui croyait prendre de Ted Demme
- 1996 : Eddie de Steve Rash
- 1998 : Beloved de Jonathan Demme
- 1999 : Pour l'amour du jeu de Sam Raimi
- 2000 : Un automne à New York de Joan Chen
- 2002 : Dérapages incontrôlés de Roger Michell
- 2003 : La Couleur du mensonge de Robert Benton
- 2004 : Et l'homme créa la femme de Frank Oz
- 2006 : Playboy à saisir de Tom Dey
- 2007 : Dangereuse séduction de James Foley
- 2009 : Confessions d'une accro au shopping de P.J. Hogan
- 2010 : The Tempest de Julie Taymor
- 2011 : This Must Be the Place de Paolo Sorrentino
- 2013 : A Master Builder de Jonathan Demme

### Comme assistant
- 1982 : Le Soldat (The Soldier) de James Glickenhaus
- 1983 : Cours après moi shérif 3 de Dick Lowry
- 1984 : Mrs. Soffel de Gillian Armstrong
- 1984 : Les Muppets à Manhattan de Frank Oz
- 1985 : Compromising Positions de Frank Perry
- 1986 : Dangereuse sous tous rapports de Jonathan Demme
- 1986 : Manhattan Project de Marshall Brickman
- 1986 : Mafia salad de Brian De Palma
- 1987 : Nadine de Robert Benton
- 1988 : Veuve mais pas trop de Jonathan Demme
- 1990 : Le Flic de Miami de George Armitage
- 1991 : Dans la peau d'une blonde de Blake Edwards
- 1991 : Le Silence des agneaux de Jonathan Demme
- 1992 : Horizons lointains de Ron Howard
- 1993 : Philadelphia de Jonathan Demme
- 1996 : Eddie de Steve Rash
- 2003 : La Couleur du mensonge de Robert Benton
- 2004 : Et l'homme créa la femme de Frank Oz
- 2006 : Playboy à saisir de Tom Dey

### Comme directeur de production
- 1974 : Massacre à la tronçonneuse de Tobe Hooper
- 1980 : There Goes the Bride de Terry Marcel (en)
- 1996 : Eddie de Steve Rash
- 1998 : Beloved de Jonathan Demme
- 2002 : Dérapages incontrôlés de Roger Michell
- 2007 : Dangereuse séduction de James Foley
- 2010 : The Tempest de Julie Taymor

## Distinctions
- Oscars 1992 : Oscar du meilleur film pour Le Silence des agneaux, conjointement avec Edward Saxon et Kenneth Utt
- BAFTA 1992 : Nomination de Le Silence des agneaux pour le BAFA du meilleur film, conjointement avec Edward Saxon, Kenneth Utt et Jonathan Demme